# Pro Ecclesia et Pontifice
Pour les articles homonymes, voir Ecclesia (homonymie).
 (avril 2023).
Si vous disposez d'ouvrages ou d'articles de référence ou si vous connaissez des sites web de qualité traitant du thème abordé ici, merci de compléter l'article en donnant les références utiles à sa vérifiabilité et en les liant à la section « Notes et références ».
La Croix Pro Ecclesia et Pontifice (français : Pour l'Église et pour le Pape) est une distinction du Saint-Siège. Elle est aussi connue sous le nom de Croix de l'Honneur. Elle peut être attribuée à des membres du clergé ainsi qu'à des laïcs masculins et féminins.

## Histoire
La croix a été offerte par le pape Léon XIII le 17 juillet 1888 à l'occasion de son jubilé d'or sacerdotal. Au départ, la distinction s'adressait uniquement aux personnes qui avaient mérité les célébrations. Ce n'est qu'en 1898 que la décoration devient permanente.
Depuis 1908, la croix est décernée uniquement en or.
Elle a été longtemps la plus haute distinction pontificale que les femmes pouvaient recevoir mais depuis 1993 et l'accès aux femmes à l'Ordre de Pie IX cette situation a été modifiée .

## Insigne et ruban
Aujourd'hui, la croix est suspendue à un ruban jaune et blanc : les couleurs de la papauté. Elle est portée sur le côté gauche de la poitrine.

## Images

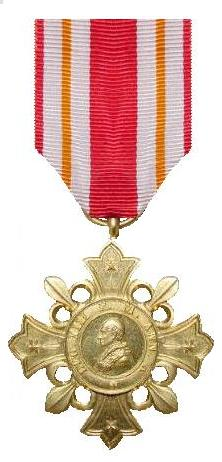
Version de 1888
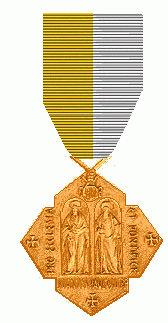
Version de 1978 à 2005
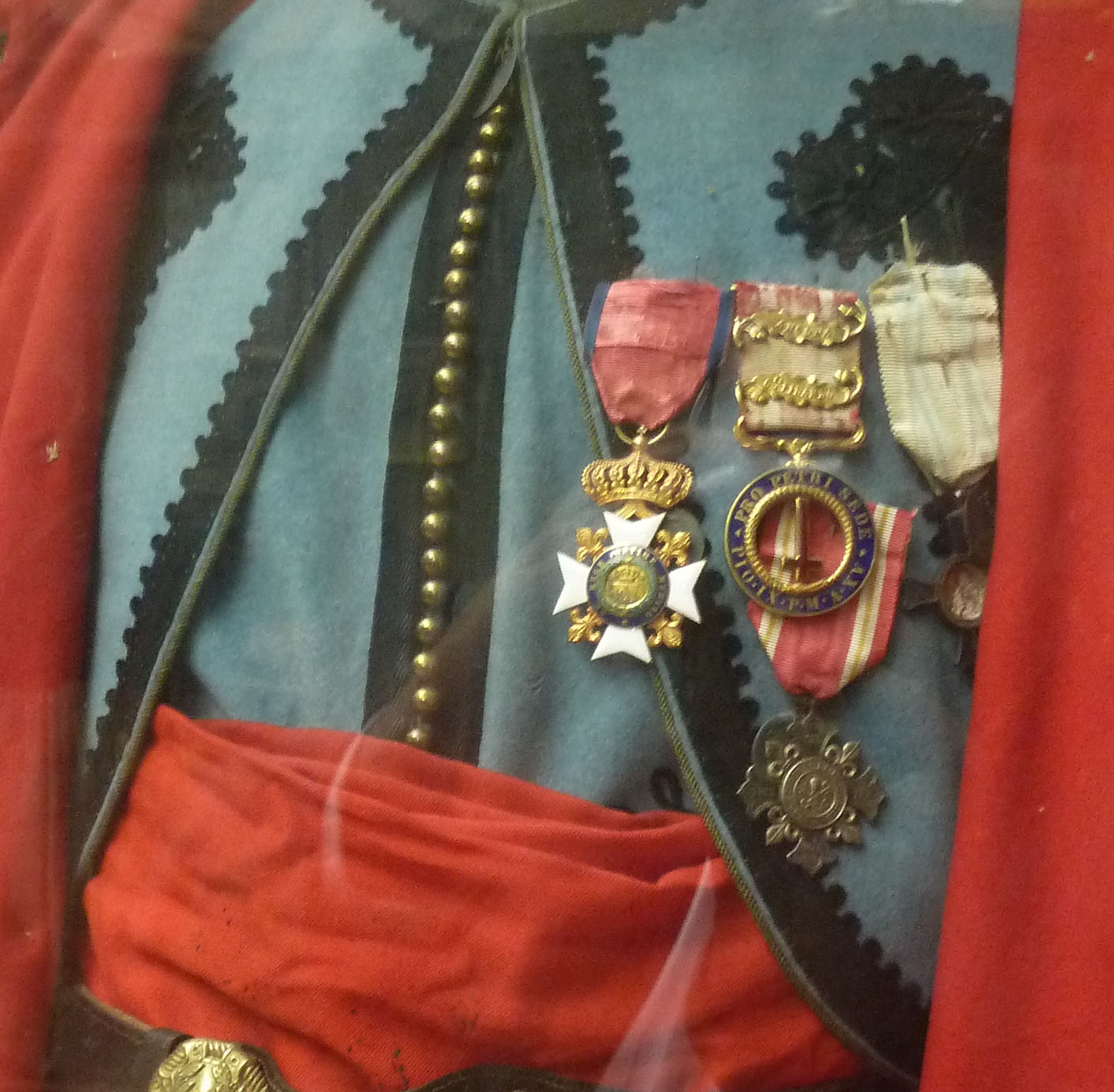
Uniforme d'un zouave pontifical avec la version de 1888

## Personnalités ayant obtenu cette distinction
- Ellen Ammann (1914)[5]
- Minna Bachem-Sieger[6]
- Agnes Neuhaus
- Théodore Decker (1888)
- Manuel Polo y Peyrolón
- Charlotte de Monaco
- Bessie Anstice Baker (1902)
- Marceli Godlewski (1903)
- Victor-Alphonse Huard (1903)
- Maria de Villegas de Saint-Pierre
- Marie-Louise Gheerbrant
- François de Barghon Fort-Rion
- Charles Woeste
- Helene Weber (1929)
- Antoni Szemelowski (1936)
- Sigrid Undset
- Louis Levesque (1949)
- Marianne Hapig (1965)
- Ayako Sono (1979)
- Fabiola de Mora y Aragón[7]
- Paola Ruffo di Calabria[8]
- Konstancja Skirmuntt
- Benedikte de Danemark
- Mère Angelica (2009)
- Cardinal Désiré Mercier
- Martin-Hubert Rutten, évêque de Liège
- Margarete Sommer
- Emilie Hopmann
- Maria da Piedade de Lancastre